# 三桷垭乡
三桷桠乡，是中华人民共和国四川省凉山彝族自治州木里藏族自治县下辖的一个乡镇级行政单位。

## 行政区划
三桷桠乡下辖以下地区：
里铺村、茶地沟村、三家铺子村、高房子村和鸡毛店村。